# Канадзукай
Канадзукай (яп. 仮名遣い «использование каны») — свод орфографических правил для записи слов японского языка с помощью каны. Хотя фонетические письменности (в том числе кана) обычно стремятся к как можно более точной передаче произношения, оно изменяется с течением времени, фонетические различия часто теряются. Существуют несколько канадзукай, по-разному передающих живую речь средствами японской письменности.

## Вышедшие из употребления канадзукай
Предыдущая система, называющаяся кю-канадзукай (яп. 旧仮名遣 старый канадзукай, кю:канадзукай), была основана на классических текстах, написанных с помощью манъёганы. Автор этой системы — монах Кэйтю — создал её в начале периода Эдо. Кю-канадзукай также называют «кэйтю-канадзукай», по имени автора. До введения в 1946 году системы гэндай канадзукай повсеместно использовался кю-канадзукай.
Существовали и менее распространённые системы, сегодня забытые:
- Дзёдай токусю канадзукай: модифицированная манъёгана, с сохранением различия между /e, ye/.
- Тэйка-канадзукай: созданная Тэйкой Фудзиварой, сохранявшая различия между /wo, o/; /i, hi, wi/; /e, he, we/, а также, хотя и в меньшей степени, /e, ye/. Для передачи высокого и низкого тонов использовались знаки для /wo, o/.
- Гёа-канадзукай (канамодзидзукай): созданная Минамото-но Тикаюки[яп.] и Гёа[яп.]. Основана на тэйка-канадзукай, с добавлением различий между /ho/; /wa, ha/; /u, hu/; и /mu/. /wo, o/ всё так же используются для различения высоты тона. Различие между /e, ye/ отсутствует.

## Гэндай канадзукай
Развилась из «кю-канадзукай» в результате реформы, целью которой было более точное отражение произношения. Как и «кю-канадзукай», она не полностью отвечает фонетике языка, в частности, нефонетична запись долгих гласных и частиц.